# 감마선

감마선(영어: gamma ray/radiation, γ선)은 전자기 복사의 강력한 형태로, 방사능 및 전자-양전자 소멸과 같은 핵과정 등에 의해 생성된다.
감마선은 전자기 스펙트럼에서 가장 높은 에너지 영역이다. 종종 10 keV, 즉 2.42 EHz 다시 말해 124 pm의 시작하는 것으로 정의된다. 참고로 10 keV에서 수백 keV에 이르는 전자기 복사는 경질X선으로 불리기도 한다. 같은 에너지를 가지는 감마선과 X선 간에는 물리적인 차이가 없다. 즉, 태양빛과 달빛이 같은 가시광선의 서로 다른 이름인 것과 마찬가지로, 감마선과 X선은 단지 같은 전자기 복사를 나타내는 두 이름일 뿐이다. 대신, 감마선은 X선과 발생에서 차이가 난다. 감마선은 원자핵 전이에 의해 생겨나는 고에너지 전자기 복사를 가리키며, X선은 가속 전자의 에너지 전이에 의해 발생하는 고에너지 전자기 복사를 가리킨다. 일부 전자 전이는 일부 원자핵 전이보다 높은 에너지를 가지는 것이 가능하며, 이는 감마선과 X선이 겹치는 이유이다.
감마선은 일종의 전리복사이며, 알파 입자나 베타 입자에 비해 투과성이 높은 반면, 이온화율은 낮다. 감마선은 X선과 마찬가지로 화상, 암, 유전자 변형과 같은 피해를 유발한다. 핵전쟁 등에서 사용될 가능성이 있는 핵무기의 낙진에서 발생하는 감마선은 수많은 사상자를 유발한다. 효과적인 방사성 낙진 대피소는 1,000배가량 노출 정도를 감소시켜줄 수 있다.
감마선은 의학 및 공업 등에서 널리 사용된다.

## 차폐
감마선을 차폐하기 위해서는 많은 양의 물질이 필요하다. 이때 사용되는 물질은 보다 효과적으로 감마선을 흡수하기 위해, 높은 원자번호 및 높은 밀도를 가지는 것이 바람직하다. 또한 감마선의 에너지가 높을수록, 더욱 두꺼운 차폐물이 요구된다. 감마선 차폐 물질의 효율은 대개 감마선의 강도를 반으로 줄이는 데 필요한 두께(half value layer, 약자 HVL)로 정의된다.
예를 들어, 납 1 센티미터 (0.4 인치), 콘크리트 6 센티미터 ( 2.5 인치), 흙은 진흙 기준 9 센티미터 (3.5 인치)는 모두 감마선의 강도를 반으로 줄여준다.

## 물질과의 반응
이온화의 측면에서, 감마선은 광전효과, 컴프턴 산란, 쌍생성이라는 세가지의 주요한 과정을 통해 물질과 반응한다.
- 광전 효과: 이 현상은 감마선이 궤도 전자와 상호작용을 통해 모든 에너지를 전달하며, 그 전자를 원자로부터 분리해버리는 현상을 의미한다. 결과로 발생하는 광전자의 운동에너지는, 원래의 감마선의 에너지에서 전자의 결합 에너지를 제한 것과 같다. 광전효과는 50 keV이하의 X선 및 감마선에서 가장 널리 이루어지는 에너지 전달 방법으로 생각되지만, 높은 에너지일 경우는 그다지 중요하지 않다.
- 콤프턴 산란: 이 현상은 입사 감마선이 궤도 전자를 방출시키면서 에너지를 잃어버리고, 남는 에너지는 다른 새로운, 낮은 에너지를 지니는 감마선을 방출시키는 것이다. 이 때, 새로운 감마선은, 기존 감마선과는 다른 방향으로 방출된다. 컴프턴 산란의 발생 확률은 감마선의 에너지가 증가함에 따라 감소한다. 콤프턴 산란은 100 keV에서 10 Mev 사이의 중간 정도 에너지를 가지는 감마선에 대해 가장 주요한 에너지 흡수 방식이며, 이는 특히 핵폭발에서 유발되는 대부분의 감마선에 해당한다. 콤프턴 산란은 상대적으로 흡수 물질의 원자번호에 무관하다.
- 쌍생성: 원자핵의 쿨롱 힘과의 작용에 의해, 입사 광자의 에너지는 순간 전자-양전자 쌍으로 변한다. 양전자란 전자와 같은 질량을 가지고, 또한 전자가 가지는 음전하와 동일한 양의 양전하를 가지는 일련의 동등한 입자이다. 두 입자의 질량(1.02 MeV)을 제외한 나머지 에너지는 전자-양전자 쌍 및 반동하는 원자핵의 운동에너지로 나타난다.이차전자로 불리는 쌍 내부의 전자는 이온화율이 매우 높다. 양전자는 매우 짧은 수명을 가지며, 10−8 초 이내에 자유전자와 결합한다. 결합 후, 두 입자의 전체 질량은 다시 각각 0.51 MeV의 에너지는 가지는 두 개의 감마선으로 변하게 된다.

감마선은 알파선 혹은 베타선과 같은 다른 방사선과 함께 발생하기도 한다. 원자핵이 알파 입자 혹은 베타 입자를 방출할때, 딸핵은 가끔 들뜬 상태로 남게 된다. 이 경우, 감마선을 방출하면서 저준위로 안정하는데, 이 과정은 전자가 자외선을 방출하면서 안정하는 것과 매우 유사하다.
감마선, X선, 가시광선, 자외선은 모두 전자기복사의 일종이다. 차이점은 단지 주파수이며, 이로 인한 광자 에너지의 차이이다. 감마선은 가장 강력한 에너지를 지니고 있다.
감마선 생성의 예는 다음과 같다.
우선, 코발트-60이 베타 붕괴를 통해 들뜬 상태의 니켈-60으로 붕괴한다.
{\displaystyle {}^{60}{\hbox{Co}}\;\to \;^{60}{\hbox{Ni*}}\;+\;e^{-}\;+\;{\overline {\nu }}_{e}.}
이어, 니켈-60은 감마선을 방출하며 바닥 상태로 떨어진다.(껍질모형 참조)
{\displaystyle {}^{60}{\hbox{Ni*}}\;\to \;^{60}{\hbox{Ni}}\;+\;\gamma .}
이 과정에서, 1.17 MeV와 1.33 MeV의 감마선이 생성된다.
다른 예로, 아메리슘-241은 알파 붕괴를 통해 넵투늄-237이 되며, 알파 붕괴는 감마선 방출과 함께 일어난다. 코발트-60/니켈-60 와 같은 경우 감마선 방출 스펙트럼은 아주 단순하며, 반면 아메리슘-241/넵투늄-237 혹은 이리듐-192/백금-192의 경우에는 복잡한데 이는 여러 에너지 준위가 가능하다는 것을 보여준다. 알파 스펙트럼이 서로 다른 에너지를 나타내는 다른 형태의 최고점을 가진다는 것은 여러 에너지 준위가 존재한다는 것을 의미한다.
베타 붕괴는 에너지를 내포하는 중성미자의 방출과 함께 일어나며, 베타 스펙트럼은 날카로운 선을 보여주지는 않는다. 대신 넓은 최대치를 가진다. 즉 베타 붕괴만으로는 원자핵 내부에 다른 에너지 준위가 가능한지를 증명할 수 없다.

## 사용
감마선의 강력함은 박테리아 제거 등을 통한 의료기기의 살균에 유용하게 쓰인다. 또한 음식물, 특히 육류나 채소의 신선함을 유지하기 위해 박테리아나 벌레를 제거하는 데 사용되기도 한다.
암 유발 측면 때문에, 감마선은 어떤 종류의 암을 치료하는 데 사용되기도 한다. 이러한 수술에서는, 다수의 감마선이 암 세포를 죽이기 위해 종양에 조사된다. 각각의 감마선은 다른 각도에서 들어와서 종양부위에 초점을 형성하는데, 이는 주변 조직의 피해를 최소화하기 위해서이다.
감마선은 핵의학에서 진단 목적으로도 사용된다. 감마선을 방출하는 여러 종류의 방사성 동위원소가 사용되는데, 그중의 하나는 테크네튬-99이다. 환자에게 투여되었을때, 감마 카메라를 이용하여 방출되는 감마선을 측정함으로써 방사선 동위원소의 분포를 영상화한다. 이러한 방식으로 뼈에의 암 전이 등 다양한 상태를 분석할 수 있다.
감마선 측정기는 또한 컨테이너 탐지의 수단으로 싱가포르와 파키스탄에서 사용되기 시작했다. 5백만 달러에 해당하는 이 기계는 한 시간에 30개의 컨테이너를 조사할 수 있다고 한다.

## 역사
감마선은 1900년 프랑스 화학자이자 물리학자인 Paul Ulrich Villard가 우라늄 연구 중에 발견했다. 파리 École Normale 화학부에서 자신이 만든 장비로 연구하는 동안, 그는 자기장에 의해 휘지 않는 선을 발견했다.
얼마동안, 감마선은 입자로 인식되었다. 선이라는 사실은 1910년 영국 물리학자인 윌리엄 헨리 브래그가 감마선이 X선과 마찬가지로 가스를 이온화 시킨다는 것을 보임으로써 입증되었다.
1914년 어니스트 러더퍼드와 Edward Andrade는 산란을 통해 파장을 측정함으로써 감마선이 전자기복사의 형태임을 밝혀내었다. 파장은 X선과 마찬가지로 아주 짧았으며 10−11m - 10−14m 범위였다. 알파, 베타선에 이어 감마선이라는 이름을 정한 것도 바로 러더퍼드였다. 하지만 그 당시 각 선의 특성은 알려지지 않았다.
감마선 천문학은 기구 및 인공 위성 등을 이용하여 검출기를 완전히 대기밖으로 올려보내고 나서야 발전하기 시작했다. 최초의 감마선 망원경은 1961년 익스플로러 XI 위성에 실려 궤도에 올라갔으며, 100개 미만의 감마선 광자를 측정하였다. 아마도 감마선 천문학에서 가장 웅장했던 발견은 1960년대 후반과 1970년대 초반에 일어난 현상일 것이다. 원래 군사 위성이었던 벨라 위성들에 탑재된 검출기는 지구가 아닌 깊은 우주로부터의 감마선 폭발을 기록했다.

## 문화
SF 매체에서의 감마선은 사람의 생체 기관을 심각하게 변형시키는 것으로 묘사된다. 이것은 많은 만화 및 영화에서 드러나는데, 특히 주인공의 능력에서 중요한 역할을 담당한다. 마블 코믹스의 헐크같은 경우는 브루스 배너가 엄청난 양의 감마선을 쬐고, 이로 인해 그의 부친이 물려준 유전자를 활성화 시켜서 탄생하였다. 스파이더맨의 경우는 변이를 통제하기 위해 감마선을 사용하였다. 슈퍼소년 앤드류의 경우도 감마선을 통해 비행 및 가속 능력을 지니게 된다. 물론 이 모든 경우는 상상일 뿐 진실은 아니다. 영화나 만화처럼 엄청난 감마선을 쬐면, 능력을 갖거나 돌연변이가 되기 전에 죽게 된다.

## 같이 보기
- 알파선
- 베타선
- 델타선
- X-선
- 엡실론선
- 감마선 천문학
- 감마선 폭발
- 방사선 치료
- 이온화 방사선